# Universe at War: Earth Assault
Universe At War: Earth Assault (рус. Вселенная в войне: штурм Земли) — стратегия в реальном времени от Petroglyph Games и Sega. Создатели планировали целую серию игр под названием «Universe at War».
10 мая 2007, Sega объявили о разработке игры для Xbox 360.

## Сюжет
Действие игры разворачивается в 2012 году, когда пришельцы известные как Иерархия высаживаются на Земле с целью захвата природных ресурсов планеты. Люди были не в состоянии организовать объединённую оборону против пришельцев.
С самого начала вторжения силы Земли были безжалостно уничтожены бесконечными ордами пехоты и военной техники. Затем пришельцы начали собирать всё живое и неживое на своём пути. Осталась лишь горстка военных сил, а гражданское население находится на грани вымирания.
Но на помощь людям пришла раса разумных роботов-Новус. Они были созданы искусственным интеллектом по имени Основатель после разрушения их родного мира Иерархией. Прибыв, они обнаруживают, что военные силы людей ещё сопротивляются.
Тем временем, в великой пустыне активизируется древняя ловушка, посылая сигнал. В глубине океанов начинает пробуждаться ещё одна сила — раса Масари.

## Стороны конфликта и их тактика

### Иерархия
Захватническая инопланетная раса, вторгнувшаяся на Землю чтобы добывать планетарные ресурсы. Органическая жизнь на планете также является важным ресурсом для захватчиков. За счёт огромных ходящих машин, сбрасываемых с орбиты в любую точку земного шара, у Иерархии огромное технологическое превосходство над человечеством. В основе их тактики лежит быстрое нападение на врага большим количеством сильной техники. Практически все боевые единицы имеют высокий атакующий потенциал, что даёт преимущество в нападении.

### Новус
Раса разумных машин, смысл существования которых — уничтожение Иерархии. Их создатели были уничтожены могучими ходунами, оставив лишь разбросанные по галактике разумные машины.
Их герой, Мирабель, нашла родство между людьми и ею, так как до уничтожения их родного мира, Новус был органическим миром. Мирабель — созданное разумными машинами из ДНК погибших собратьев существо. Она заключена в роботе по имени Виктор, который защищает её. В отличие от двух других фракций эта раса хорошо сбалансирована, имеет примерно равные показатели защиты и атаки. Может использовать разную тактику ведения боя в зависимости от ситуации. От остальных фракций отличается высокой скоростью передвижения.

### Масари
Раса древних исследователей. Их здания напоминают архитектуру ацтеков, египтян и шумеров. Тысячи лет назад Масари создали расу Иерархов и пророчили им великое будущее, но получив технологии необходимые для выживания, Иерархия предала Масари, заставив их прятаться под поверхностью Земли. Теперь, когда Иерархия на Земле, Масари горят жаждой мести. Их войска напоминают различные мифологические существа (по-видимому, они и являлись основателями всех мифов), такими как ангелы и драконы. Также Масари обладают весьма интересной особенностью — они могут «переключаться» между темным и светлым режимом. В темном режиме всем войскам и зданиям Масари обеспечивается бонус в виде дополнительной брони, соответственно в светлом режиме войска наносят повышенный урон. Основная сила расы заключается в тактической войне и сильной обороне, каждое здание имеет серьёзную защиту от врагов. Специальные лаборатории позволяют расе усиливать свои боевые единицы для контрнаступления.

### Люди
Хотя люди не являются играемой фракцией, игрок может управлять ими в тренировочном уровне. Они также периодически появляются в игре.

## Рецензии
| Сводный рейтинг    | Сводный рейтинг | Сводный рейтинг |
| Издание            | Оценка          | Оценка          |
| Издание            | PC              | Xbox 360        |
| ------------------ | --------------- | --------------- |
| GameRankings       | 76,40 %         | 65,93 %         |
| Metacritic         | 77 %            | 66 %            |
| Иноязычные издания |                 |                 |
| Издание            | Оценка          | Оценка          |
| Издание            | PC              | Xbox 360        |
| 1UP.com            | B-              | N/A             |
| ActionTrip         | 8,7/10          | N/A             |
| Game Informer      | 8,3/10          | N/A             |
| GamePro            | 4/5             | N/A             |
| GameSpot           | 7,5             | N/A             |
| IGN                | 8/10            | N/A             |
| OXM                | N/A             | 7,5/10          |

### Зарубежная пресса
Обозреватель 1UP.com писал: «Если вы не можете ждать ещё год до StarCraft II, то у Petroglyph и Sega есть то, что вы ищете».
Gamepro охарактеризовал Universe At War как «глоток свежего воздуха, несущий с собой зловоние чего-то грязного. Он предлагает три интересных и разнообразных стороны, великолепную графику и некоторые соблазнительные стратегические элементы, но на всё это накладывается ряд неудачных заскоков, которые сдерживают потенциал игры».
Версия игры для Xbox 360 получила более низкие оценки, чем версия для ПК, за «технические проблемы».
Также игра получила статус «Выбор редакции» в журнале «Домашний ПК».

### Российская игровая журналистика
Российский портал игр Absolute Games поставил игре 72 %. Обозреватель отметил оригинальные игровые расы. К недостаткам были отнесены слабый сюжет и графика, наличие багов. Вердикт: «Несмотря на „темное прошлое“ разработчиков, на Universe at War вряд ли нацепят ярлык C&C-клона. Лишь незначительные детали да фирменный саундтрек Фрэнка Клепаки напоминают о тиберии, „Мамонтах“ и блестящей лысине Кейна. Три совершенно разные расы — существенный аргумент в пользу игры; именно этого мне не хватало в Supreme Commander: Forged Alliance. Жаль, до идеала далеко. Ужасная камера, мешающая окинуть поле брани соколиным взором, проблемы с балансом, посредственная графика и убогий сюжет не позволяют надеяться на высокую оценку».
Журнал Игромания поставил игре 7,5 баллов из 10-ти, сделав следующее заключение: «Крепкая, продуманная, но совершенно одноразовая RTS, пригодная в основном для сетевой игры».

## Награды
- ActionTrip: Лучшая игра стратегии E3 2007 года.
- Kotaku: Лучшая стратегия на E3 в 2007 году.
- CHUD: # 6 из всего лучшего на E3.
- № 9 среди самых ожидаемых игр редактора IGN.

## Саундтрек
Все треки написаны композитором Фрэнком Клепаки, писавшем музыку к сериям игр Command & Conquer и Dune. Сам саундтрек был выпущен 22 декабря 2007 года.
Саундтрек Иерархии выдержан в тяжелом индастриал-стиле, с агрессивными и ритмичными темпами. Тема Новус содержит в основном техно. Тема Масари содержит мрачные имперские мотивы. Последний трек является комбинацией других.
| №   | Название               | Длительность |
| --- | ---------------------- | ------------ |
| 1.  | «Damage King»          | 3:42         |
| 2.  | «Doom of the Aliens»   | 3:26         |
| 3.  | «On Edge»              | 2:20         |
| 4.  | «Anticipating»         | 2:41         |
| 5.  | «Slithering»           | 3:09         |
| 6.  | «Schematic»            | 1:45         |
| 7.  | «Mechanical Brain»     | 3:53         |
| 8.  | «Strangers Attack»     | 3:42         |
| 9.  | «Impending Doom»       | 2:58         |
| 10. | «Prepare For Oblivion» | 3:09         |
| 11. | «Surrounding»          | 5:00         |
| 12. | «Haunt»                | 3:55         |

| №   | Название          | Длительность |
| --- | ----------------- | ------------ |
| 1.  | «Modern Design»   |              |
| 2.  | «Act On Invasion» |              |
| 3.  | «Electrode»       |              |
| 4.  | «Calculations»    |              |
| 5.  | «Bass Case»       |              |
| 6.  | «Moving Forces»   |              |
| 7.  | «Technical Data»  |              |
| 8.  | «Roots»           |              |
| 9.  | «Hit And Run»     |              |
| 10. | «Fog Of War»      |              |
| 11. | «Composite»       |              |
| 12. | «Resources»       |              |
| 13. | «Zap»             |              |

| №   | Название                  | Длительность |
| --- | ------------------------- | ------------ |
| 1.  | «Divine Intervention»     |              |
| 2.  | «Reanimation»             |              |
| 3.  | «Surveying the Land»      |              |
| 4.  | «Resurfaced»              |              |
| 5.  | «Mind In Motion»          |              |
| 6.  | «Display of Power»        |              |
| 7.  | «Disturbance»             |              |
| 8.  | «Dark Intrusion»          |              |
| 9.  | «The Gathering»           |              |
| 10. | «Ancient Presence»        |              |
| 11. | «Masari Suite»            |              |
| 12. | «Credits UAW Remix Suite» |              |